# Guilherme I de Monferrato
Guilherme I de Monferrato (em italiano:  Guglielmo I del Monferrato, ? - 924/933) foi o pai de Aleramo de Monferrato, iniciador da dinastia alerâmica, que governou a Marca de Monferrato.

## Biografia
A documentação sobre Guilherme I é incerta. A maioria dos estudiosos o identifica com o Wilielmus que segundo as Gesta Berengarii imperatoris em 888 invadiu a Itália ao comando de 300 cavaleiros francos em apoioa Guido I de Espoleto contra Berengário I, rei da Itália. Desde o século XV os historiadores têm procurado identificar sua origem e têm proposto que fosse o herdeiro de várias dinastias franco-saxões ou mesmo dos condes de Kent: tais suposições não encontraram porém apoio documental. 
Uma linha de pesquisa foi também buscar localizades no exterior cujo nome possa ser traduzido por Monferrato. A ideia foi proposta por Galeotto Del Carretto, autor em 1493 de uma
Cronica degli Illustrissimi Principi et Excellentissimi Marchesi di Monferrato. Ele sugeriu que o termo pudesse provir de eisen (ferro) + berg (monte, mas, associado a eisen, também mineração), e localidades chamadas Eisenberg (ou similar) na Alemanha existem ao menos uma dezena. Recentemente Olimpio Musso propôs uma alternativa francesa: nas proximidades de Grenoble há a cidade de Montferrat no antigo condado de Sermorens. Embora o condado existisse já desde o ano 1000, não se conhecem os nomes de seus condes. Assim a hipótese que os antepassados de Aleramo (o qual se declara de lei sálica e os francos sálicos nada têm a ver com a Alemanha) puderiam ser os senhores desse condado.
Um outro Guilherme, identificável muito provavelmente como o pai de Aleramo, foi citado junto ao arcebispo de Milão, Lamberto, e aos condes Giselberto e Sansão num ato de 924, no qual os presentes, indicados como "diletantes fiéis", intervêm junto ao rei da Itália Rodolfo II de Bolonha, em favor do bispo de Placência. O contexto sugere que Guilherme fizesse parte dos feudatários (entre os quais Lamberto e Giselberto), que dois anos antes haviam se sublevado contra Berengário I e tivessem chamado Rodolfo à Itália. Esta notícia e as precedentes estão de acordo com uma origem borgonhesa de Guilherme, embora lendas posteriores sustentem que os genitores de Aleramo fossem saxões.
Não se conhece de de qual condado Guilherme se tornou feudatário na Itália. Em uma investidura de 967 o imperador Otão I confirmou a Aleramo, filho de Guilherme, todas as propriedades por ele adquiridas ou herdadas dos genitores: tais propriedades eram distribuídas nos condados de Acqui, Savona, Asti, Monferrato, Turim, Vercelli, Parma, Cremona e Bérgamo. Poderia ser afirmado que estavam elecados pela primeira vez os bens que Aleramo adquiriu pelos próprios méritos, depois aqueles de origem paterna, materna ou proveniente do dote da esposa. A hipótese que Guilherme fosse conde de Vercelli, às vezes citada, é verossímil, mas carece de confirmação documental.
É provável que Guilherme tenha morrido entre  924 e 933, ano em que aparece pela primeira vez o comes Aleramo de Monferrato.